# Bobovo pri Šmarju
Bobovo pri Šmarju – wieś w Słowenii, w gminie Šmarje pri Jelšah. W 2018 roku liczyła 123 mieszkańców.